# Antoine Villard
Antoine Auguste Villard (17 de abril de 1867, Mâcon-4 de febrero de 1934, París) fue un pintor francés.

## Biografía
Después de una carrera inicial como industrial, hacia 1907 Villard se dedicó plenamente a la pintura. Estudió arquitectura en la École des Beaux-Arts de Lyon, la Escuela Nacional Superior de las Artes Decorativas y la Escuela de Bellas Artes de París, bajo la dirección de Jules Lefebvre y Benjamin-Constant. Los catálogos muestran un interés constante por el paisaje, casi excluyendo cualquier otro género: Lyon, París y las colinas que rodean Hurigny donde se encuentra la casa familiar. En 1913 permaneció en el desierto del sur de Túnez. En 1923, sus pinturas de Belle-Île-en-Mer se exhibieron en Bernheim Jeune (Galerie Bernheim-Jeune).
Las primeras pinturas de Villard estuvieron fuertemente influenciadas por el Impresionismo pero pronto dieron paso a obras más realistas y a veces expresionistas.
Expuso en el Salon des Indépendants, el Salon d'Automne y el Salon des Tuileries, luego, en 1928, presidió la primera edición del Salon de l'art français indépendant creado por Victor Dupont. Inmerso plenamente en las tendencias innovadoras de principios de siglo, en 1922 fue miembro del comité del Salon des échanges, que estableció como principio el trueque de obras entre artistas.
Casado con Louise Caroline Paul (nacida en 1872), comerciante, es el padre de Robert Villard (1897-1977), que también será pintor y director de la Escuela Europea Superior de Arte de Bretaña. Cuando nació su hijo, vivía en el 209 del Bulevar Voltaire en París. A principios del siglo XX, tenía su estudio en el 60 del Bulevar de Clichy de la misma ciudad.
Murió en 1934 de bronconeumonía y está enterrado en París en el Cementerio del Père Lachaise.